# Rôle du spectateur dans l'art
 (juin 2007).
Le rôle du spectateur dans l'art a plusieurs dimensions, entre l'incitation de l'artiste, l'appropriation de l'œuvre et le développement d'une culture soit individuelle soit collective, par exemple la constitution d'un patrimoine.
L’art est en effet conçu par l’artiste, mais aussi par le spectateur, grâce à sa perception unique qui donne à l’œuvre un caractère qui est toujours à redécouvrir. Le public justifie en partie l'art, le fait exister et lui confère son sens ; l’œuvre d’art est produite pour être contemplée.
Bref, le spectateur est actif dans la réduction de la distance qui existe entre lui et l’œuvre, même s'il ne peut jamais l’atteindre entièrement.
En d’autres termes, le spectateur doit admettre qu’il ne peut pas connaître l’essence de l’art telle que le concevait Platon au Ve siècle av. J.-C.
Au-delà des sensations, l'appréciation des œuvres d'art met en œuvre la volonté, les connaissances acquises, la dépendance des contextes. Par ailleurs, le problème du relativisme contraint le spectateur à comprendre plus ou moins certaines œuvres.

## L’approche de l’œuvre
L’approche du spectateur face à l’œuvre d’art met en avant deux processus : l'appel aux sens, l’acte sensoriel, c'est-à-dire voir, entendre, etc., ainsi que l'attention délibérée face à l’œuvre, l'ensemble devant amener à la réflexion.
Dans ce deuxième processus interviennent l’intelligence, la compréhension, la sensibilité et le jugement ; cet aspect est donc dépendant de chaque personne. Ainsi le spectateur peut éprouver en plus du plaisir esthétique, du dégoût ou de l’ambiguïté ; il sera amené à s’interroger non seulement sur l’œuvre elle-même, c'est-à-dire sur le support choisi par l’artiste, le contexte de création, etc., mais aussi sur ce qu’évoque pour lui l’œuvre d’art par rapport à ce qu’il a ressenti antérieurement ou à ses connaissances théoriques. Ceci l’amènera ensuite à se poser des problématiques en relation avec cette œuvre, et plus généralement concernant l’art.
L’approche du spectateur est aussi fonction de la forme de l’œuvre. En effet, le spectateur doit s’adapter au support artistique choisi par l’artiste ; toutes les œuvres ne sont pas également accessibles au spectateur.
Dans La Place du spectateur, Michael Fried s’interroge sur « la définition du rapport entre le tableau et le spectateur » en s’appuyant sur la question de la théâtralité, et explique que toute « construction artificielle » ne peut exister que grâce à la présence du public. En effet, tout en s’appuyant sur Les Salons de Diderot, il propose l’idée que la peinture moderne est anti-théâtrale en ce qu’elle rejette la présence du spectateur. Selon Fried, celle-ci naît avec la critique d'art et s’interroge sur la place que le tableau doit accorder au spectateur. Elle adopte deux conceptions qui, malgré leur opposition, nient la présence du spectateur, soit en le présentant comme acteur de la scène, soit en l’ignorant. La première est pastorale, elle absorbe le spectateur et le fait pénétrer dans la scène en lui faisant oublier sa propre apparence et celle des choses qui l’entourent : cet absorbement crée l’inconscience. La seconde est dramatique : elle ferme le tableau à la présence du spectateur, elle le rejette en ignorant totalement son statut.
L’art contemporain montre également ce rapport œuvre/spectateur en s’interrogeant sur l’intervention possible du spectateur dans l’œuvre susceptible de le rapprocher de celle-ci ; mais aussi en s’appuyant sur la présence du spectateur face à l’œuvre originale ou sur la reproduction de l’œuvre sur un support de diffusion de masse. La performance, par exemple, met plus en avant l’action de l’artiste plutôt que le médium utilisé et par conséquent elle est une œuvre éphémère qui s’accomplit dans une durée, qui nécessite la présence, l’attention et parfois la participation du spectateur et qui ne peut pas être renouvelée. Ce genre de pratique artistique, puisqu’elle ne permet pas le recul dans le temps, doit faire appel non seulement à la sensibilité du spectateur mais aussi à sa mémoire sensorielle.
Le Land art entretient un rapport particulier avec le spectateur puisqu’il est très éphémère et que pour atteindre le spectateur, il passe souvent par la vidéo telle que Gerry Schum l’a réalisée à travers son film Land art de 1969 par lequel il a voulu « propulser l’art hors du triangle atelier-galerie-collectionneur », c'est-à-dire rendre l’art accessible à tous grâce au medium vidéo ; par la photographie, et aussi par des miniatures qui peuvent être vendues et exposées facilement. Ces miniatures posent le problème de la reproductibilité de l’œuvre d’art : cette reproductibilité de l’œuvre rapproche-t-elle le public de l’art ou l’éloigne-t-elle du concept d’œuvre d’art qui a pour qualité d’être unique.
Avec son équipe, Gerry Schum s’était aussi posé le problème de la reproduction de l’œuvre d’art à travers l’un de ses films. Il y met en évidence une œuvre de Spoerri qui met en scène le hasard : ce sont des objets jetés au hasard sur un miroir. Le concept de l’œuvre change totalement dès que celle-ci est reproduite, puisque la main de l’homme qui replace les objets pour retrouver l’original n’est plus l’œuvre du hasard. Même si cet exemple est particulier, on peut tout de même penser que l’œuvre est recherchée par le public pour son caractère unique, car c’est cela qui fait d’elle une chose précieuse. Elle doit être de toute évidence appréhendée selon ce caractère quel que soit le medium ou le concept utilisé pour sa réalisation et donc amener le spectateur à la contemplation.
Ce qui se présente à nos sens est tellement abondant et diversifié qu’il devient presque banal de sentir. Cet excès, plus particulièrement d’images et de sons, amène le public à adopter une attitude de « zappeur », ne sachant plus que choisir et surtout ne sachant plus sur quoi poser son attention.

## Le relativisme en art
Comment comprendre que l’acte perceptif amène parfois le spectateur à appréhender certaines œuvres d’une façon toute différente de celle que s’était proposé l’artiste en la concevant ?
Sentir est primordial pour être en contact avec l’œuvre d’art puisque celle-ci est perçue par l’intermédiaire des sens. Pour Kant, le jugement de goût résulte de la seule sensibilité, car il ne considère pas que ce que nous éprouvons face à l’œuvre soit dû à un travail de l’esprit. Le rôle de l’entendement, c'est-à-dire de l’esprit s’ajoute ensuite à la perception sensible, dans les évocations, les interprétations et les problématiques que suscite en nous l’œuvre d’art et qui fait donc appel à notre mémoire et à nos connaissances déjà acquises. Kant distingue le beau du bon et de l’agréable puisque ces deux derniers sont liés à un intérêt alors que la satisfaction liée au beau est dénuée de tout intérêt, car elle ne se situe pas tant au niveau de l’objet représenté et désiré ou qui pourrait m’être utile, mais au niveau de la représentation même de l’objet.
L’objet esthétique donne une idée de l’universel, car il ne change pas son essence selon que tel ou tel individu le perçoit. Cependant c’est le spectateur qui, saisissant l’œuvre à travers les grilles de sa propre perception, qui inclut la mémoire empirique et théorique, rend subjective cette appréhension de l’œuvre.
Michel Dufrenne adopte un autre point de vue en s’attachant à l’analyse de l’expérience esthétique. Pour lui, dire qu’un objet est beau, c’est « constater » et non pas « définir » l’objet en tant que tel puisque chaque objet impose sa propre norme du beau. Par contre, ce qui est universel c’est que quels que soient les moyens que l’objet esthétique utilise pour imposer sa norme, sa fin est de satisfaire l’être sensible et d’être signifiant au niveau du sensible.
De plus, le goût, qui se rapporte au beau, est à différencier « des goûts » qui ne se rapportent qu’à moi et qui me font mettre une étiquette sur l’objet lorsque je le définis en tant qu’objet beau, laid, etc. : ce sont mes préférences. Au contraire le jugement « de goût » laisse l’œuvre imposer sa norme. Je juge au sens où je rends justice à l’objet esthétique en portant toute mon attention sur lui et en le laissant s’imposer à mes sens. Avoir du goût c’est donc admettre que l’œuvre s’impose d’elle-même et ne fait appel qu’aux sens, c'est-à-dire laisser la porte ouverte à toutes les sensations. Il ne faudrait donc pas se fermer devant une œuvre que l’on trouve laide mais plutôt « éprouver » complètement ce sentiment et pouvoir le comprendre au-delà de la sensation pour arriver à trouver sa vraie essence.
La thèse de Maurice Merleau-Ponty met en évidence la distinction entre les matériaux bruts, c'est-à-dire les données de la sensation, et les matériaux élaborés qui sont les concepts de la perception, c'est-à-dire les matériaux bruts organisés grâce à l’intervention de l’intellect. La démonstration a déjà été envisagée par Alain : lorsque l’on regarde un cube, on ne voit que trois faces, mais on peut facilement en déduire que c’est un cube grâce à l’intervention de l’entendement. Au contraire, la conception empiriste voit cela sous un autre angle : toute connaissance dérive de l’expérience sensible. Locke par exemple suppose qu’au départ l’esprit est vierge, une « table rase », mais qu’il développe ses Idées, à savoir ses concepts, à partir des impressions reçues, c'est-à-dire les sensations.
Ces points de vue mettent en avant l’idée qu’il est possible et qu’il est nécessaire d’apprendre à percevoir puisque la perception est un « travail » de l’intellect, c'est-à-dire de l’esprit qui ne peut se réaliser qu’à partir d’une source que sont les sensations.
La culture joue un grand rôle : les connaissances que l’on acquiert sur les œuvres et autour d’elles peuvent permettre d'être plus attentif à elles puisqu’elles sont les témoins d’une époque et d’une société.
L’acte de réception d’une œuvre est un acte créatif en tant qu’il engendre un regard toujours nouveau et par là même, une interprétation originale de l’œuvre. Ces regards, sans cesse renouvelés, et surtout multiples ne peuvent être expliqués par la seule subjectivité des sens, mais aussi par un certain « relativisme » des cultures. En effet, l’acte de réception est d’abord influencé par divers facteurs de la perception, telle que notre mémoire qui garde en notre esprit des concepts imagés et qui peuvent nourrir notre imagination, des sensations déjà ressenties, etc. Par conséquent il serait incorrect de dire que « quelqu’un à meilleur goût qu’un autre » puisque chacun appréhende l’œuvre selon sa propre perception. On peut certes se rattacher plus ou moins au jugement esthétique d’autrui mais il s’avère difficile de traduire le jugement esthétique tant les sensations sont multiples et par là insaisissables par l’esprit qui est limité aux mots : beau, laid, magnifique, etc. Bergson disait que la pensée était inséparable du langage puisque nous pensons dans les mots et que ceux-ci ne permettent pas les nuances qui se trouvent au niveau de nos sensations.
De plus la culture a un rôle essentiel dans la réception de l’œuvre d’art : selon le lieu géographique, mais aussi selon l’époque. On a pu en mesurer l'effet dans le cinéma, notamment à la sortie, en 1895, du film "L'Arrivée d'un train en gare de La Ciotat" des Frères Lumière, en se souvenant que les spectateurs ont reculé et se sont même enfuis en voyant arriver le train « sur eux ». Ce regard n’est pas moins intéressant que celui que nous portons aujourd’hui sur le cinéma mais il est différent puisqu’à l’époque les gens ne pouvaient pas concevoir « une reproduction du réel » tel qu’ils le percevaient. Toutefois, nous sommes si habitués aux flux importants d’images, de sons et d’images de la réalité en mouvement qu’il nous parait insensé qu’une telle réaction puisse se reproduire. Cependant ce n’est pas si évident puisque les peuples ne conçoivent pas tous de la même façon « la représentation » du monde.
Patrick Deshayes, maître de conférences en ethnologie à l’université Paris VII, réalisa une expérience étalée sur plusieurs années chez les indiens Huni Kuin en Amazonie, pour découvrir si la production de « l’effet de réel » accordé au cinéma est bien valable pour tous. On aurait en effet tendance à supposer que cette volonté d’assimiler le cinéma à la réalité est présente chez tous les humains, et en particulier chez ceux qui découvrent ce système d’images en mouvement tels que les spectateurs naïfs et sauvages.
Il s’est avéré lors de cette expérience que le peuple Huni Kuin n’associait aucunement les images filmées à la réalité puisque ceux-ci étaient beaucoup plus touchés par les changements de plans qui, en créant une discontinuité dans le film, ne pouvaient être en aucun cas « la réalité » pour eux. Ils associaient plus ces images aux rêves et aux visions hallucinogènes. On peut donc admettre, à la suite de cette expérience, que la vision « naturelle » n’est pas la même pour tous et qu’elle dépend en partie des cultures. C’est pourquoi il est aussi possible d’avancer l’idée qu’une création est destinée d’abord à un public choisi qui saura naturellement lui accorder du sens et de la valeur.

## Le rôle du contexte de l'œuvre
L’artiste se situe dans l'espace existant entre l’œuvre et le spectateur ; il peut avoir deux attitudes opposées : soit faire entrer le spectateur dans l’œuvre, l’inviter dans le travail de sa réalisation, ou au contraire totalement rejeter sa présence voire son rôle dans son œuvre bien qu’il soit toujours conscient de l’existence nécessaire d’un public. C’est lui qui, en premier lieu, décide de la manière dont il va présenter son œuvre et qui va choisir les moyens pour y arriver.
L’exemple de l’artiste Felice Varini en est une illustration. Ce peintre impose un point de vue précis au spectateur dans l’espace architectural qu’il a peint. La forme peinte apparaît cohérente lorsque le spectateur se situe exactement au point de vue voulu. En imposant la position que doit prendre le spectateur face à sa création, il fait donc entrer le spectateur dans le concept de sa création par l’œuvre. Le point de vue est d'autant plus imposé au spectateur qu'il se situe généralement dans un endroit de passage obligé tel qu’un couloir, une ouverture sur une pièce, etc. L’artiste joue à perturber le regard, à imposer des lois dans la perception du spectateur face à son œuvre.
De plus, dans l'ordre du contexte, l’artiste a aussi une personnalité propre, qui retentit au niveau de ses œuvres. Elle est cependant insaisissable puisque lors de la conception de l’œuvre elle passe à travers la propre perception de l’artiste et devient alors subjective.
Le travail de réduction de la distance entre le spectateur et l’œuvre peut emprunter divers chemins. Les connaissances qui aident à l’approche de l’art se situent dans l’histoire de l'art qui s’établit tout autant sur l’histoire, que sur l’esthétique et sur la critique d'art. Elle se base sur tous les domaines, tels que la théologie et la politique, pour pouvoir remettre les œuvres dans leur contexte original pour que l’on puisse mieux les découvrir. Elle permet au spectateur d’être en contact avec l’œuvre mais seulement sur le plan culturel, car comprendre ce que l’on ressent face à elle appartient au domaine de la sensation et est donc complètement subjectif. Cependant ces connaissances aiguisent les sensations car elles permettent de pénétrer plus facilement l’œuvre.
De plus, l’art n’est plus désormais l’outil au service d’un autre domaine, il est devenu indépendant et il se suffit à lui-même, on parle d’art pour l'art, d’art authentique. Ce phénomène d’indépendance ne fait plus descendre l’art dans la sphère sociale et c’est pour cela que l’art est encore plus éloigné du spectateur : en effet ce dernier doit désormais aller vers l’art, car ce n’est plus l’art qui vient vers lui.
Plusieurs mesures ont été prises pour réduire cet écart qui se creusait de plus en plus. Ainsi les politiques culturelles qui se sont multipliées à partir de 1945 en France ont eu pour but de démocratiser l’art qui était à cette époque encore souvent réservé à une élite malgré l’existence de plusieurs musées et autres lieux de culture. Ces politiques culturelles devaient donc d’abord rendre accessibles au plus grand nombre les œuvres capitales de l’humanité et d’abord de la France, permettre ensuite de protéger et de mettre en valeur le patrimoine culturel et enfin favoriser la création.